# Steffen Junge
Steffen Junge (født 1978, død 28. september 2013) var en dansk matematiker og badmintonspiller. Han arbejdede primært indenfor holomorf dynamikk og geometrisk funktionsteori. Han spillede frem til 2006 i norsk den elitedivision i badminton for NTNUI. Han var leder for det norske bræt- og rollespilsforbund fra 2004, og for Hugh Grant fanklubben i Norge fra 2001. 
Junge omkom i september 2013 i en faldulykke under en fjeldtur i Lurøy i Nordland.